# وو، شهرستان جاروا
وو، شهرستان جاروا (به لاتین: Vao, Järva County) یک روستا در استونی است که در دهستان کوئرو واقع شده‌است.